# Basic Element (przedsiębiorstwo)
Basic Element (ros. Базовый элемент, Bazowyj elemient; skrót ros. Базэл, Bazeł) – rosyjski koncern przemysłowo-finansowy z siedzibą w Moskwie.
Przedsiębiorstwo powstało w 1997 roku i obecnie jest jednym z największych przedsiębiorstw rosyjskich. Założycielem i właścicielem Basic Element jest magnat aluminiowy, oligarcha Oleg Dieripaska. W latach 2005–2009 dyrektorem generalnym Bazelu była Gülżan Mołdażanowa. Swoje zakłady produkcyjne Basic Element posiada m.in.: w Rosji, WNP, Afryce, Australii, Azji, Europie, Europie i Ameryce Łacińskiej.
Z dokumentu, opublikowanego 25 kwietnia 2008 r. przez służbę prasową Bazowego Elementu, wynika, że firma zawarła bardzo korzystne kontrakty na dostawę cementu ze swojej fabryki w Pikałowie. Szef Wniesztorgbanku dał Olegowi Dieripasce kredyt na zaległe wypłaty dla robotników i uruchomienie produkcji, a biznesmen z Murmańska podpisał się pod umową przewidującą, że przez trzy miesiące będzie dostarczać fabryce Dieripaski surowiec za jedną trzecią ceny. Dieripaska miał zamiar wyeliminować z gry miejscową cementownię i wpakować się w jej niszę rynkową.